# Río Tutanangosa
Der Río Tutanangosa, alternative Namen: Río Tutanangoza und Río Tutanagosa, ist ein 55 km langer rechter Nebenfluss des Río Upano in der Provinz Morona Santiago im zentralen Osten von Ecuador.

## Flusslauf
Der Río Tutanangosa entspringt an der Ostflanke der Cordillera Real auf einer Höhe von etwa 3200 m. Er fließt anfangs in östlicher Richtung aus dem Gebirge. Die oberen 15 km des Río Tutanangosa liegen innerhalb des Sangay-Nationalparks. 20 km oberhalb der Mündung trifft der Río Miriumi von Norden kommend auf den Fluss. Dieser passiert unmittelbar darauf die Kleinstadt Sucúa und vollführt eine Richtungsänderung nach Süden. Er fließt nun annähernd parallel zu dem weiter östlich verlaufenden Río Upano. Etwa 10 km oberhalb der Mündung passiert der Fluss die Ortschaft Huambi und mündet schließlich knapp drei Kilometer nördlich von Logroño in den Río Upano.
Der Río Tutanangosa entwässert ein Areal von etwa 535 km².

## Fischfauna
Im Río Tutanangosa kommen folgende Gebirgsbachharnischwelse vor:
- Chaetostoma breve
- Chaetostoma microps
- Chaetostoma trimaculineum